# Hidrocronòmetre

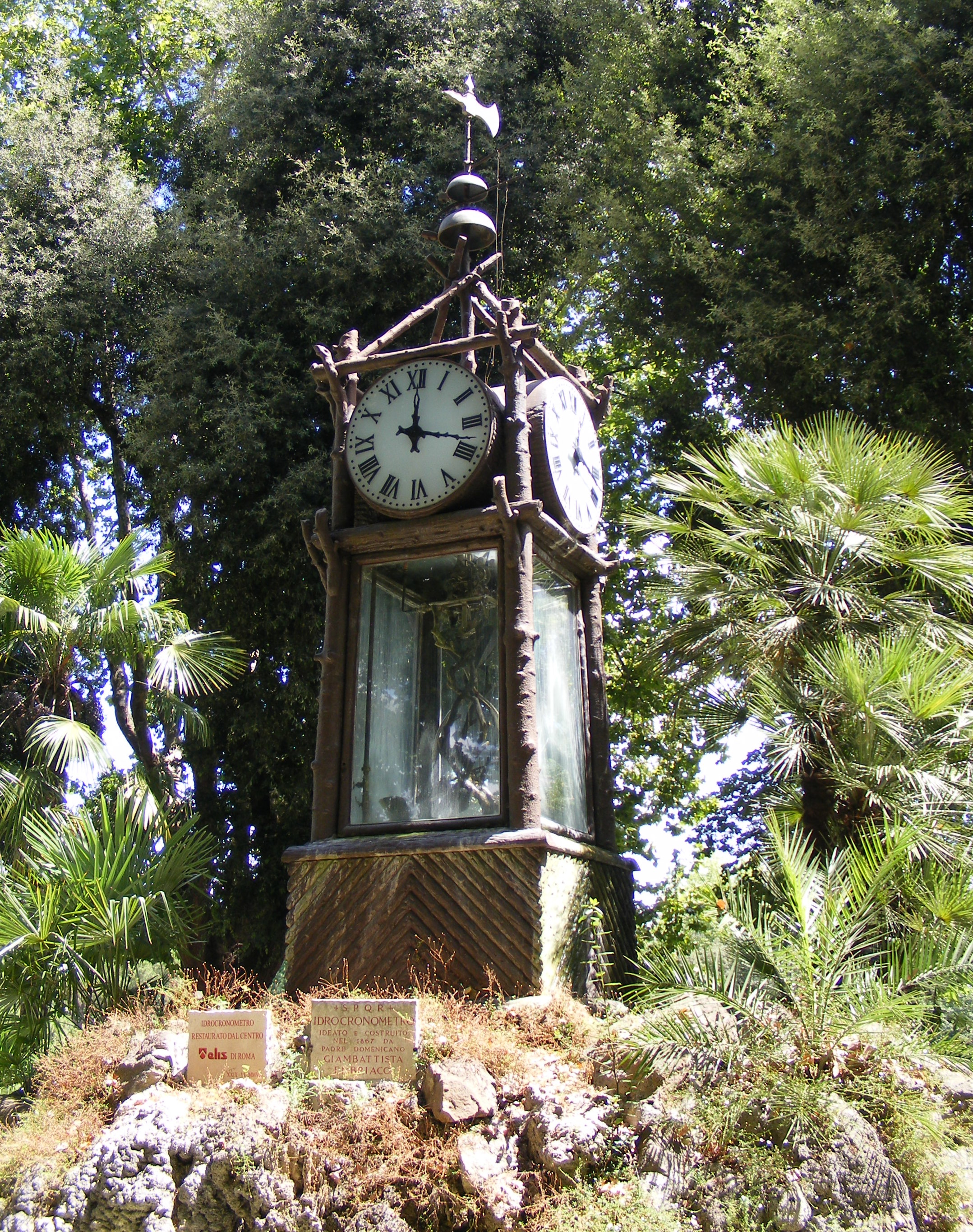
L'hidrocronòmetre dels jardins de Villa Borghese.

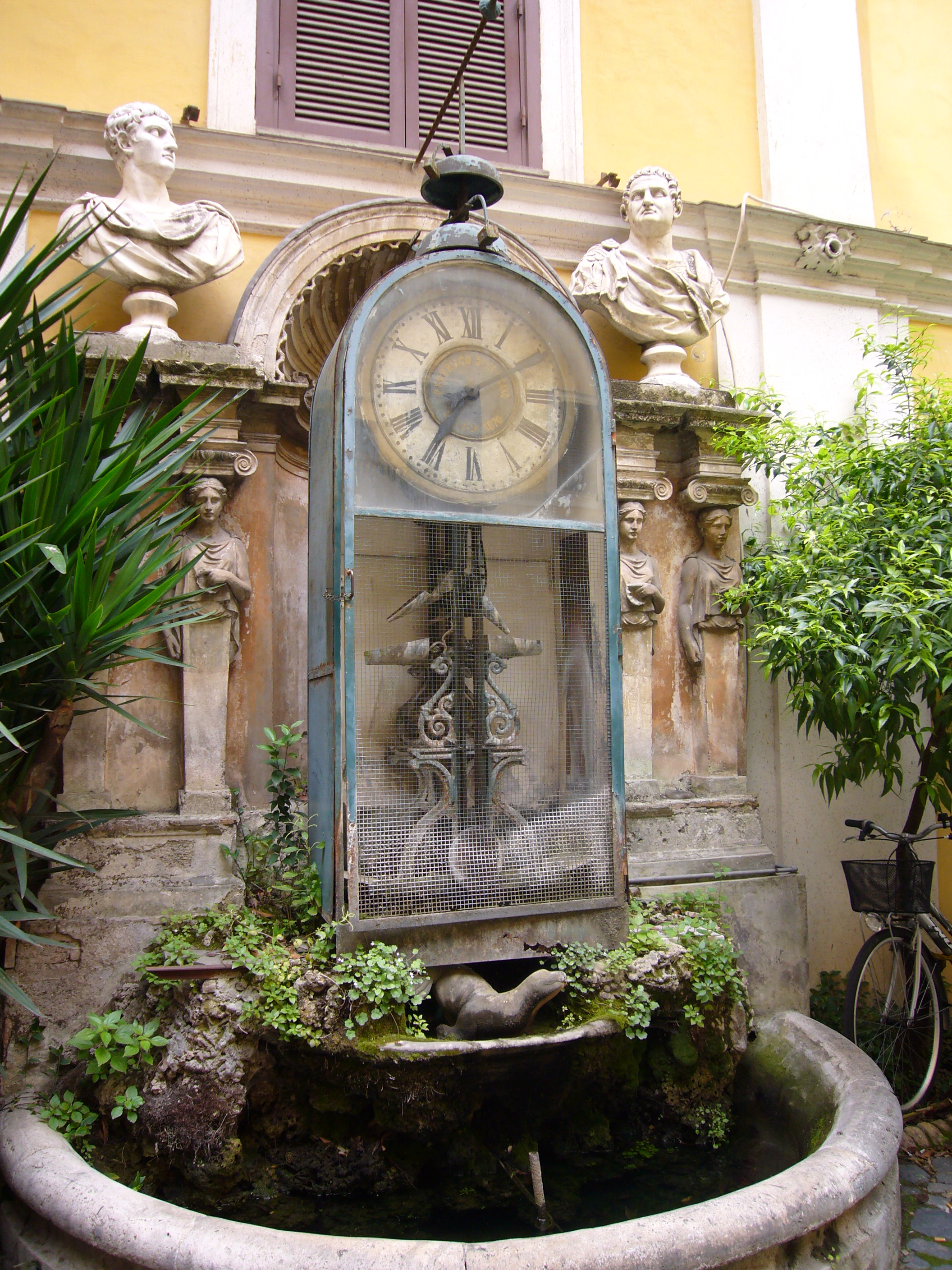
Un hidrocronòmetre al Palazzo Berardi, Roma.

Inventat pel sacerdot Giovan Battista Embriaco el 1867, l' hidrocronòmetre va ser presentat a l'Exposició Universal de París del 1867, on hi va obtenir grans reconeixements.
L'hidrocronòmetre té la forma d'una torreta de fusta realitzada mitjançant ferro fos a la manera de troncs d'arbres, mentre que els quatre quadrants de l'hora es poden veure des de cada direcció.
El 1873 el rellotge d'aigua va arribar a Roma i va ser col·locat a Villa Borghese, en una font assenyaladament realitzada per l'arquitecte Gioacchino Ersoch.